# Fort Portal
Fort Portal er en by i den vestlige del af Uganda, med et indbyggertal (pr. 2005) på cirka 42.000. Byen er hovedstad i Karabole-distriktet, og er opkaldt efter den tidligere britiske kommissær for Uganda, Sir Gerald Portal.
0°39′10″N 30°16′30″Ø / 0.65278°N 30.27500°Ø